# Trilogie de la mort (Fulci)
Pour les articles homonymes, voir Trilogie de la mort.
 Pour plus de détails, voir Fiche technique et Distribution
La trilogie de la mort (italien : Trilogia della morte) ou trilogie de l'apocalypse désigne trois films d'épouvante italiens, réalisés par Lucio Fulci entre 1980 et 1981 aux États-Unis et mettant en vedette l'actrice britannique Catriona MacColl. 
Les films qui constitue la trilogie sont : 
- août 1980 : Frayeurs (Paura nella città dei morti viventi)
- avril 1981 : L'Au-delà (...e tu vivrai nel terrore! - L'aldilà)
- août 1981 : La Maison près du cimetière (Quella villa accanto al cimitero)

## Caractéristiques de la trilogie
La trilogie de la mort se caractérise par des intrigues surréalistes et oniriques, ainsi que par des mises en scène extrêmement violentes et sanglantes. L'une des principales caractéristiques de la trilogie est la référence à certains classiques de la littérature gothique. En effet, on y trouve de nombreuses références aux œuvres d'écrivains tels que Howard Phillips Lovecraft et Edgar Allan Poe.
Frayeurs est le premier film d'horreur dans lequel Lucio Fulci expérimente un scénario libre de toute syntaxe conventionnelle, où rien n'est expliqué ou explicable. Il est tourné en Géorgie et au New Jersey.
L'Au-delà, considéré comme le chef-d'œuvre du réalisateur romain, pousse l'expérimentation narrative à l'extrême et y ajoute une touche supplémentaire de poésie. Il est tourné à La Nouvelle-Orléans.
La Maison près du cimetière est le dernier film de la trilogie, avec un scénario plus conventionnel et moins d'effets sanglants. Il est cependant considéré comme le plus effrayant de la trilogie. Il est tourné au Massachusetts.